# 食品

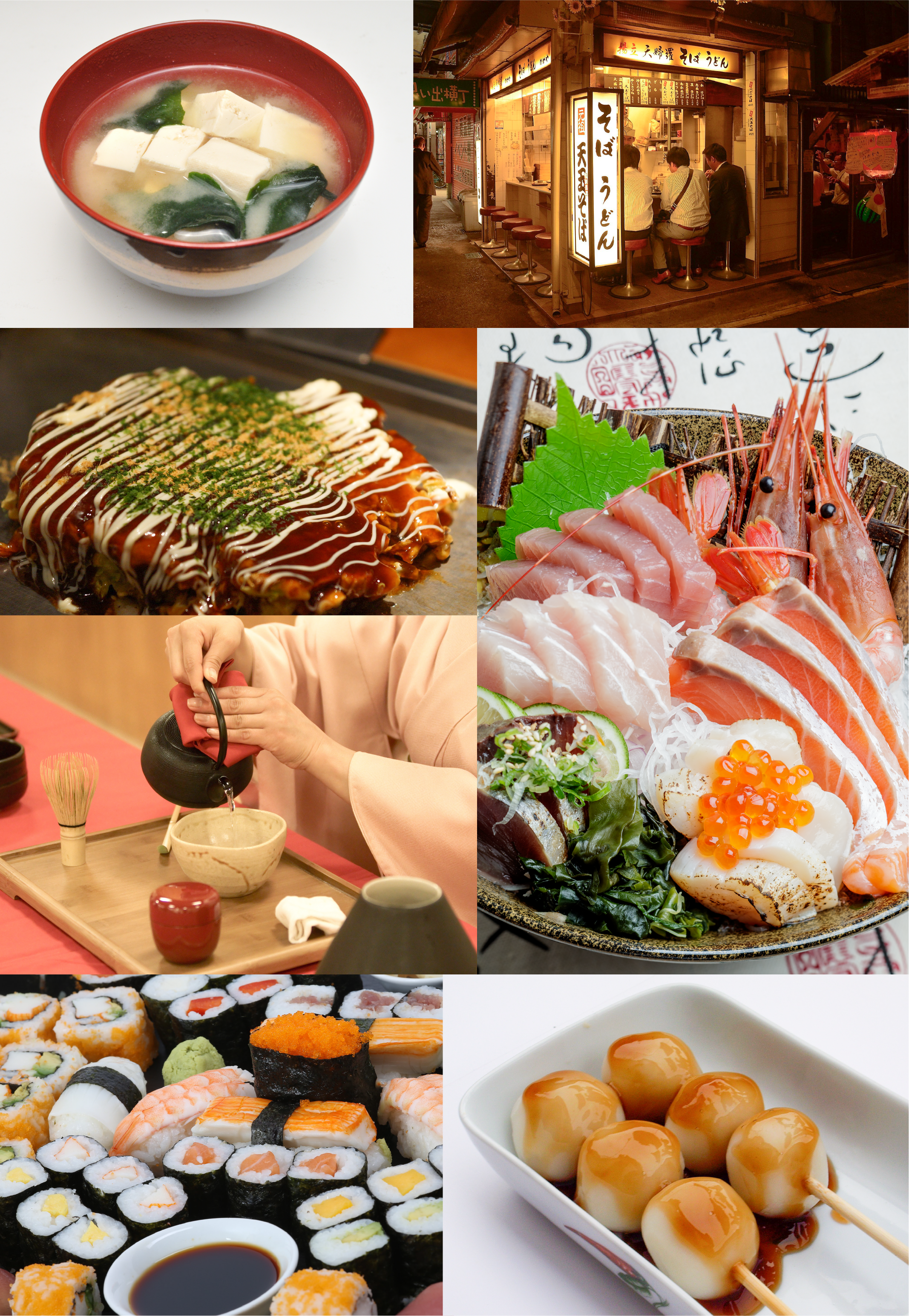
日本のさまざまな食品

食品（しょくひん）またはフード（英: food）とは、人が食べるために直接使用できる、食用可能な状態のもの。人間が日常的に食物として摂取するものの総称である。食物（しょくもつ）、食料品（しょくりょうひん）とも呼ばれる。

## 概説
「食糧」と「食品」と「食物」といった近接した意味の用語があるが、おおむね、「食糧」は食品よりも材料寄りの概念で、食物は食品が調理されたものとされる。例えばイネから収穫した米（イネの実）はそのままでは「食糧」であるが、それを精米すると「食品」という位置づけになり、精米された米を炊飯すると「ご飯」（米飯）という「食物」になる。ただし「食物」という表現は、指す範囲がはっきりせず、漠然と用いられる傾向がある。
食品には、さまざまな分類法がある。植物性食品・動物性食品といった大分類以外にも、タンパク質性食品・デンプン性食品・脂肪性食品といった栄養学的分類、生鮮食品・加工食品という加工状態による分類、醸造品・缶詰食品・レトルト食品・冷凍食品といった加工法による分類法などがある。
食品は安全・栄養・経済・実用・嗜好などの価値で評価・分析できる。食品は、品質低下の防止、輸送・供給の安定、食の安全、栄養価の保持などのために保存が行われている。食品をそのまま保存する方法には、冷蔵、冷凍、包装、乾燥などの方法があり、加工した上で保存する方法としては塩蔵、砂糖漬け、酢漬け、醤油・味噌づけ、瓶詰・缶詰などがある。

## 食品の定義

### 日本
日本食品衛生法第4条は「この法律で食品とは、全ての飲食物をいう。ただし、医薬品、医療機器等の品質、有効性及び安全性の確保等に関する法律（昭和三十五年法律第百四十五号）に規定する医薬品、医薬部外品及び再生医療等製品は、これを含まない。」と規定する。食品安全基本法2条における「食品」の定義も同様である。

### 米国
米国の制度上の分類では「食品及び栄養摂取の目的で口から入るもの」について主に保健福祉省（Department of Health and Human Services、HHS）のアメリカ食品医薬品局（Food and Drug Administration、FDA）の食品安全・応用栄養センター（Center for Food Safety and Applied Nutrition、CFSAN）の所管としている。

## 食品の分類
主な分類に以下のようなものがある。
- 大別的分類：植物性食品 / 動物性食品 / 合成食品[2]
- 細分的分類（植物・動物などの細分）：穀類 / 種・実類 / 芋類 / 豆類  /  キノコ類、また野菜類 / 果実類。魚介類 / 鳥獣肉類 / 卵類 / 乳類 。海藻類 等[2]
- 栄養学的分類：タンパク質性食品 / デンプン性食品 / 脂肪性食品...[2]
- 加工の有無による分類 : 生鮮食品 / 加工食品[2]
- 食習慣上の分類：主食品 / 副食品 / 嗜好品 / 調味料 [2]
- 生産形態による分類：農産食品 / 畜産食品 / 水産食品[2]。　また「天然品 / 養殖品」[2]
- 加工法とパッケージングによる分類：醸造品 / 缶詰食品 / レトルト食品 / 冷凍食品 / フリーズドライ食品[2]
- 調理形態による分類 :　インスタント食品 / チルド食品 / キット食品 / 調理済み食品[2]

### 法制度上の分類

#### 日本
日本の制度では食品は医薬品などと区別され、食品はさらに一般食品と保健機能食品（特定保健用食品及び栄養機能食品）に分けられる。

#### 米国
米国の制度では食品は一般食品、添加物、栄養補助食品、医療食に分類される。

### コーデックス食品分類システム
国際食品規格委員会のコーデックス食品分類システム（Food Category System: FCS）では16種類の食品に分類される。
1. 乳製品及び類似製品
牛、羊、山羊、水牛等の乳に由来する乳製品[7]。乳及び乳飲料（牛乳など）、発酵乳、練乳、チーズ、乳を主原料とするデザート（プリン、フルーツヨーグルト、フレーバーヨーグルト等のヨーグルト）などを含む[7]。類似製品は乳脂肪を植物油脂で部分的又は完全に置き換えた製品[7]。
2. 油脂及び脂肪エマルジョン
植物、動物、又は海産物源、あるいはその混合物に由来する脂肪を主原料とする製品[7]。バターオイル、ギー、植物性油脂（オリーブオイル、綿実油など）、動物性油脂（ラード、魚油など）を含む[7]。
3. シャーベット及びソルベを含む食用氷
シャーベットやソルベなど水を主原料とする冷凍されたデザート[7]。
4. 果実及び野菜（キノコ類、根・塊茎、豆類・マメ科植物、及びアロエを含む）、海藻、並びに種実類
さらに大分類で果実（04.1）と野菜、海藻、並びに種実類（04.2）の2つに分類される[7]。果実には生鮮果実と加工果実（冷凍果実、レーズンやプルーンなどの乾燥果実、ピクルス、缶詰、瓶詰、ジャム、マーマレード、チャツネなど）がある[7]。野菜も生鮮野菜と加工野菜（冷凍野菜、乾燥野菜、ピクルス、漬物など）がある[7]。
5. 菓子類
ココア及びチョコレートを主原料とするココア及びチョコレート製品（05.1）、ハードキャンディやソフトキャンディなどその他の菓子製品（05.2）、チューインガム（05.3）など[7]。
6. ベーカリー製品を除く穀粒、根・塊茎、豆類、マメ科植物及びヤシの中果皮又は柔らかい芯に由来する穀物及び穀物製品
穀物及び穀物を主原料とする未加工製品（大麦、トウモロコシ、米などの未加工の穀物及び穀粒）と加工製品（小麦粉やきな粉等の穀物粉、シリアル製品、パスタ、麺類、団子、餅、大豆製品（豆乳、豆腐、納豆など））を含む[7]。
7. ベーカリー製品
パン、クラッカー、ベーグル、マフィン、ケーキ、クッキーなどを含む[7]。
8. 家禽肉及び猟鳥獣肉を含む食肉及び食肉製品
食肉、家禽肉、及び猟鳥獣肉の生鮮製品や加工製品（ベーコン、コンビーフ、ハム、ソーセージなど）[7]。
9. 軟体動物、甲殻類、及び棘皮動物を含む魚類・水産製品
さらに大分類で生鮮魚類と加工水産製品（佃煮、蒲鉾、干物、鰹節など）に分類される[7]。
10. 卵及び卵製品
殻付きの生卵（10.1）、生卵の代わりになる製品（10.2）、その他の卵製品（10.3及び10.4）など[7]。
11. ハチミツを含む甘味料
規格化された砂糖（白砂糖、三温糖など）、規格化されていない製品（糖蜜など）、天然甘味料（蜂蜜など）からなる[7]。
12. 食塩、香辛料、スープ、ソース、サラダ、タンパク質製品
食品の芳香と風味を高めるために添加される物質（食塩、香辛料、香味料、調味料、酢、マスタード、ソースなど）、特定の調理済み食品、主に大豆などの原料に由来するタンパク質で構成される製品（味噌、醤油、麩など）などを含む[7]。
13. 特殊栄養用途食品
コーデックス食品分類システムでは「特定の身体的又は生理的状態及び／又は特定の疾患又は障害を持つことによる特殊な食事上の要件を満たす ために、特別に加工又は調整された特殊用途食品」を「特殊栄養用途食品」という[7]。
14. 乳製品を除く飲料
さらに大分類でノンアルコール飲料（14.1）とアルコール飲料（14.2）に分けられる[7]。
15. そのまま食べられる香味製品
ジャガイモ、穀物、穀物粉又はデンプンを主原料とするスナック（15.1）、ナッツ及びナッツミックスなどの加工ナッツ（15.2）、魚類を主原料とするスナック（15.3）など[7]。
16. 調理済み食品
他の食品分類に含まれない食品[7]。

### 栄養学上の分類
日本では、栄養による食品の6つの基礎食品群による分類がしばしば使われる。
| 群    | 食品                       | 備考                                                                 |
| ----- | -------------------------- | -------------------------------------------------------------------- |
| 第1群 | 魚、肉、卵、大豆、大豆食品 | 主にたんぱく質の供給源。筋肉やさまざまな組織をつくるもの。           |
| 第2群 | 牛乳、乳製品、海藻、小魚類 | 主にカルシウムの供給源。骨や歯をつくり、体の各機能を調節するもの。   |
| 第3群 | 緑黄色野菜                 | 主にカロチンの供給源。皮膚や粘膜を保護し、体の各機能を調節するもの。 |
| 第4群 | 淡色野菜、果物             | 主にビタミンCの供給源。体の各機能を調節するもの。                    |
| 第5群 | 砂糖、穀類、芋類           | 主に炭水化物の供給源。エネルギー源となるもの。                       |
| 第6群 | 油脂類、脂肪の多い食品     | 主に脂肪の供給源。エネルギー源となるもの。                           |

さまざまな食品
- 野菜類や果物類
- 穀類
- 魚介類
- 獣や鳥の肉
- 卵類の一種、鶏卵。
- 乳製品の一種、チーズ。
- 酢。
- 味噌類。

## 食品の価値
食品は、以下のような価値を有する。
1. 安全的価値 - 飲食物は摂取する者の健康に大きな影響を与えるため、最も重要となる[9]
2. 栄養的価値 - さまざまな栄養素が含まれ、容易に消化、吸収されることが求められる[10]
3. 経済的価値 - 日常食品として常用することの容易性に関わる[11]
4. 実用的価値 - 保存・調理・貯蔵・運搬などの簡易性[12]
5. 嗜好的価値 - 美感や美味感など。嗜好品だけでなく、すべての食品が嗜好性を有する[12]

つまり食品は一般に、安全性という見地、栄養素（栄養価）という見地、経済性（価格）という見地、実用性という見地、嗜好性という見地 から評価し分析することができる。このうち最も重要なのは「安全的価値」である。食品は摂取する人の健康や生命に影響を与えるからである。

## 食品と栄養
人間は基本的に食品を摂取することにより活動するエネルギーや生存に必要な物質を獲得する。このため、さまざまな栄養素を含む食品を過不足なく摂取することが健康には不可欠である。例えば、穀物やイモ類といった炭水化物を供給する主食だけでは栄養が偏るため、多くの文化圏において穀物はタンパク質を補うための豆類とセットで栽培され、消費されてきた。こうした栄養素を適切に摂取するための指針も定められており、例えば日本では2005年に農林水産省が食事バランスガイドを公表して、1日に摂取すべき栄養素が得られる食品の種類・量の目安を示している。
通常の食事以外に、主に健康維持を目的として摂取される、いわゆる健康食品も広く販売されている。各種栄養素を強化して栄養補給による健康増進をうたった機能性食品は世界で広く販売され急速に売上を伸ばしているが、日本を含めどの国でも明確な基準はなく、医薬品と食品の中間程度の扱いとなっている。ただし、その健康機能の表示に関してはどの国でも厳しい規制が敷かれている。
主食の不作などで食糧難が起こったときの代替食料として、世界各地に主にデンプンを供給するための救荒食物が分布している。こうした救荒食物は普段は味や食用とするための手間などの面で劣っていたり、有毒で特殊な処理をしないと食用とできないものなどが多く、通常時には食用とされないことがほとんどである。

## 食品の保存

### 食品の保存目的
食品の保存とは、食品を腐敗・変敗させることなく保つことをいい、以下のような目的がある。
1. 品質低下の防止
2. 食品を生産地から遠隔地へ輸送し、供給の安定を図る
3. 衛生上の危害を防止し、食生活の安全を確保する
4. 食品の栄養価を保つ

### 食品の保存方法

#### 食品をそのままの形で保存する方法

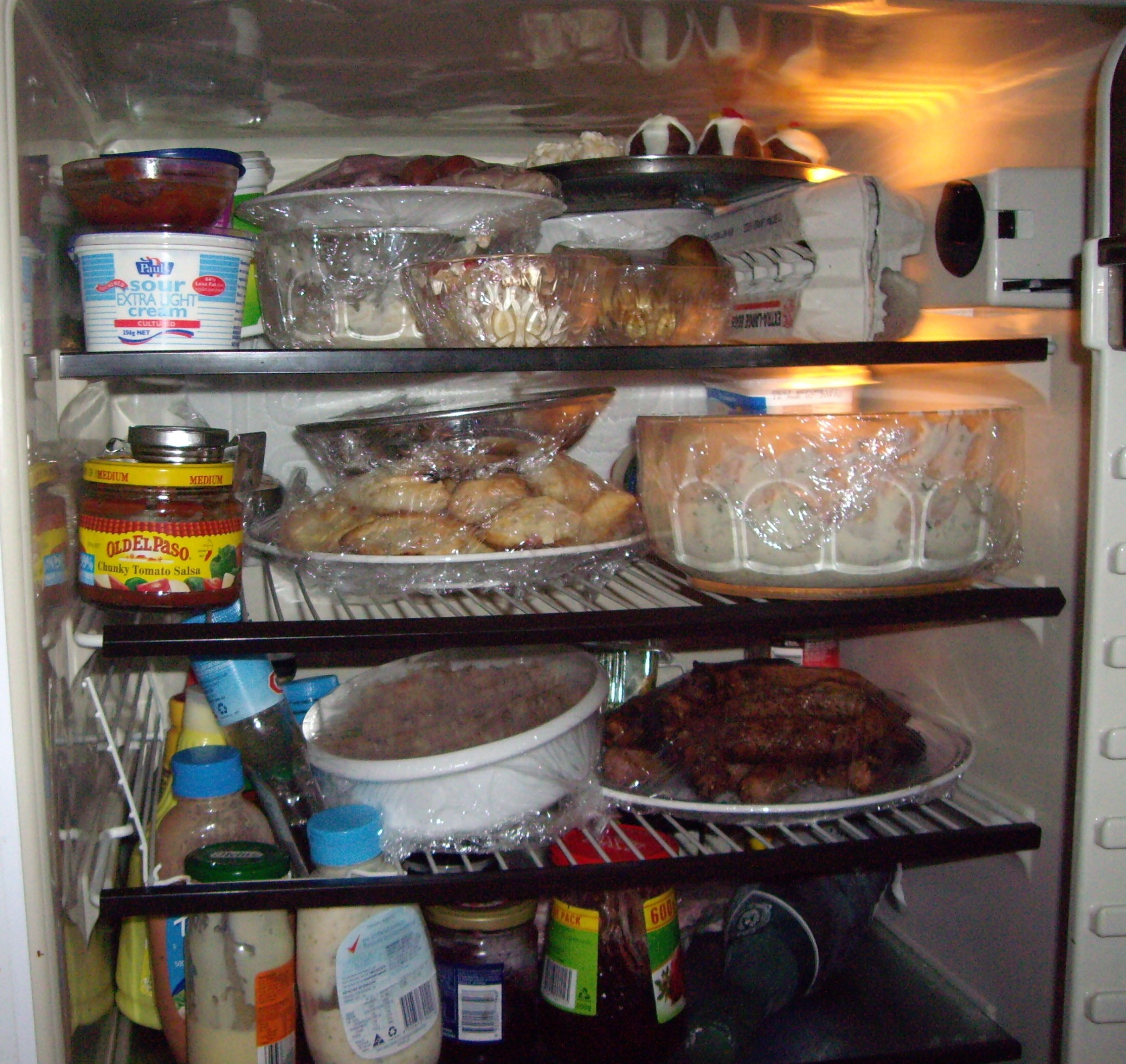
冷蔵庫の中で保存された食品

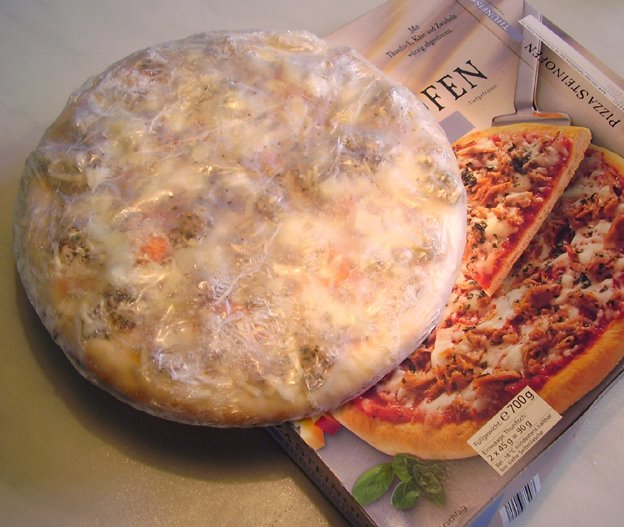
冷凍されたピザ

冷蔵食品を凍結させず0℃から10℃で保存する方法である。細菌の活動を完全に抑えることはできないため、短期間の保存に向いている。
冷凍マイナス20℃からマイナス25℃の温度で急速に凍結させた後、マイナス15℃以下で保存する方法。長期の保存に向いているが、細菌を死滅させるわけではないため、解凍後の取り扱いに注意する必要がある。また、凍結により食品の組織に変化が起こり、鮮度が失われるという短所がある。
包装包装により食品を外界から遮断することで、異物の混入や空気の流入を防ぐ。様々な形態があり、包装用の素材の開発も進んでいる。
乾燥天日、熱風、電気、凍結（フリーズドライ）によって細菌の増殖や酵素の作用に必要な水分を減少させる。乾燥の程度は、概ね約15%以下である。
地下貯蔵食品を土中や、コンクリートの穴に入れる方法。さつまいもなどの保存に用いられる。
加熱殺菌加熱により腐敗・変敗の原因となる微生物を死滅させ、酵素を破壊する。具体的な方法としては蒸煮や焙煮のほか、液体瓶詰食品に用いられる低温殺菌法、缶詰食品に用いられる高温殺菌法がある。加熱殺菌した食品は、開封後腐敗しやすい点に注意する必要がある。
保存料の添加保存料を使用して細菌の死滅や増殖阻止を実現し、酵素の働きを阻害する方法。添加することのできる保存料の量は法律で定められている。

#### 食品を加工して保存する方法
塩蔵食品に食塩を添加する方法。食品を塩度の高い状態に置くと浸透圧によって脱水が起こり、細菌の増殖を阻止する。塩漬けの漬物が典型で、魚介類の保存にも用いられる。

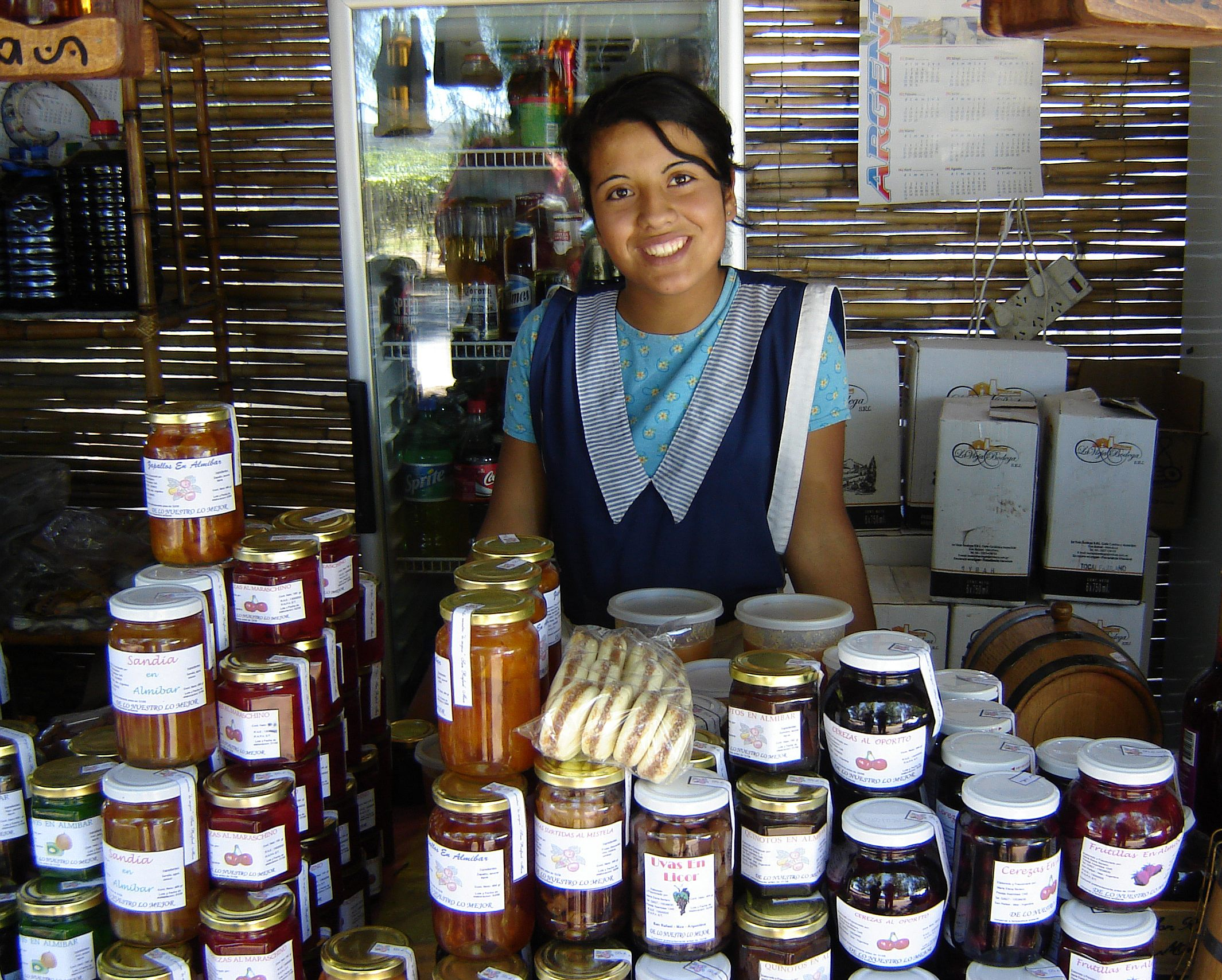
ジャムの瓶詰。

砂糖漬け濃度50%以上の砂糖液に漬け、脱水作用によって細菌の増殖を抑える。例としてジャム、ゼリー、羊羹、加糖練乳など。
酢漬け酢がもつ殺菌作用や、水素イオン濃度を変化させる性質を利用して細菌の増殖を抑える方法。
醤油漬け、味噌漬け食塩の脱水作用を利用し、調味と同時に保存性を高める。
- 調味 - 調味加工の過程における加熱や脱水によって、保存性が高められる場合がある[26]。例として佃煮など[26]。

瓶詰・缶詰調味加工した食品を瓶や缶に入れ、密封・脱気・加熱殺菌する。
塩乾食塩の添加と乾燥によって、調味とともに保存を図る方法。塩分が多く水分が少ないほど長期保存に向く。魚介類の干物が例として挙げられる。

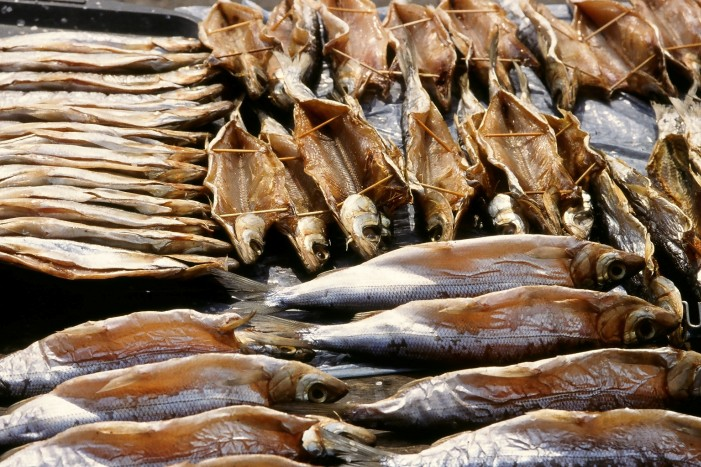
魚類の燻製

燻煙塩漬けにした肉類や魚類を、木材を不完全燃焼させて発生させた煙の中に置き、脱水により殺菌する方法。煙の成分を食品が吸収し、特有の香気や風味がつく。
細菌・酵母・カビなどの利用有用な細菌・酵母・カビを増殖させることで、他の細菌の増殖を抑える方法。食品の成分が変化し、風味が増す。例として、納豆、酒、味噌、醤油、チーズなど。

## 歴史
太古の人類は狩猟によって動物を狩り、海や川で漁（漁労）を行って魚や海産物を手に入れ、採集によって植物性の食品を手に入れていた。やがて火の利用が始まると、それまで生では食べることのできなかった穀物や豆、芋などが食用可能になり、食品の幅は大きく広がった。こうして入手した食品の貯蔵も行われており、氷河時代末期には乾燥や燻製といった保存技術も存在していたことが確認されている。
その後、世界各地で農耕が開始されると、各地域の人々はその地域の植物の中から食用に用いやすい植物を選抜し、栽培化していった。農耕のはじまった地域では多かれ少なかれ栽培化は行われたが、なかでも穀物の栽培化は地域の偏りが大きく、中国北部、中国雲南省～東南アジア～インド北部、中央アジア、近東、アフリカ（サヘル地帯及びエチオピア高原）、中央アメリカ、南米のアンデス山脈の7地域を発祥の地としている。同様に世界の各地で動物の家畜化も行われ、これにより肉だけでなく持続的に入手可能な二次生産物、すなわち乳製品の利用も可能となった。この農耕と牧畜によって人類はより効率的に食糧の生産を行うことができるようになった。
各地域で独自に家畜化または栽培化された動植物は、やがて交易や交流の増加によって他地域へと伝播していくようになった。なかでも1492年にクリストファー・コロンブスがアメリカ大陸を発見すると、旧大陸と新大陸との間で大規模な交換（コロンブス交換）が行われ、「旧世界」にトウモロコシやジャガイモ、「新世界」にコムギやサトウキビなどが持ち込まれることで食品の種類は双方ともに大幅に増加した。
19世紀に入り、産業革命によって科学および工業力が大幅に進歩すると食品もその影響を受け、流通システムの進歩と合わせて近代的食品工業の成立や食品科学および栄養学の成立、そして食品の安全規制の導入などが行われ、食品に関する事情は大きく様変わりした。農業社会の場合、前近代においては炭水化物を供給する単一の主食に頼る食生活を送っていたが、経済成長や流通の整備などによって先進国では多種多様な食品が食卓に並ぶようになり、主食への依存は大きく減少した。一方、発展途上国においてはいまだに穀物やイモ類などの主食に依存する食生活が続いているところが多い。
ある個人が食品から栄養素を十分に摂取できなかった場合は栄養失調、十分にカロリーを摂取できなかった場合は飢餓、ひとつの地域において食品の供給が不足した場合は飢饉が発生する。世界の食糧生産量の数字だけを見れば、その数字は常に必要量を上回っており、さらに20世紀の人口爆発においても、緑の革命などの食糧生産技術の革新によって、「1人あたりの食糧生産量」はむしろ大きく増大した。しかし、飢餓は21世紀においても消滅していない。その原因として、貧困などによって食糧を入手できないという食糧の再配分における問題が指摘されており、富裕国から貧困国への食糧援助や貧困の削減による問題解決が図られている。また、最低限のカロリーを確保することができ飢餓に陥っていない場合においても、必要な栄養素をすべて確保した健康的な食事を取るにはさらに費用が必要となるため、栄養失調となっている人びとは多い。一方、食品ロスの問題も深刻であり、世界で生産された食品の1/3が食用とされることなく廃棄されている。

## 地域・宗教的な差

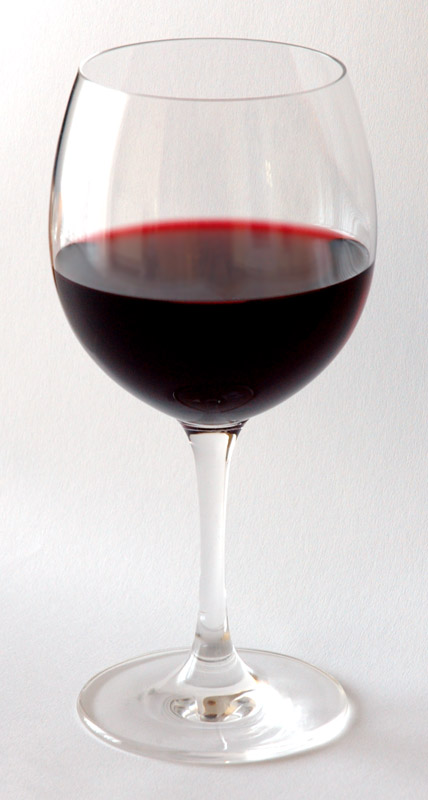
赤ワイン。アルコール類は地域によって禁忌とされる地域が存在する

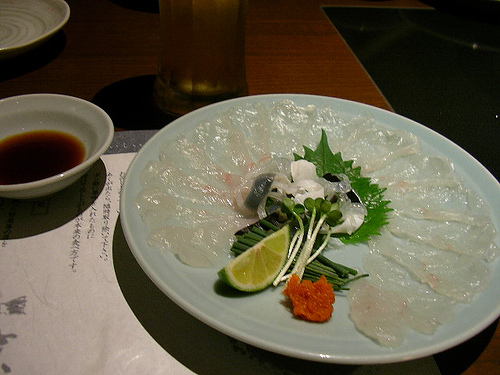
フグの刺身。フグは有毒であるため食用とする地域が極端に少ない

食品とされるものは文化・地域的な的な差が小さくなく、ある地域において重要な食品とされているものが他地域では食品とみなされていないということは珍しくない。例えば昆虫は、熱帯や亜熱帯を中心にかなりの文化が昆虫食の文化を持っている一方、ほとんど昆虫食文化を持たず食品とすることに強い抵抗感を示す地域も多く存在する。
また各宗教ごとに戒律などの食物規定が大きく異なるので、各宗教圏ごとに食べられるものが異なっている。例えばユダヤ教ではトーラー（モーセ五書）の規定によりカシュルートと呼ばれる食物規定がありその規定に適合したものだけが「カシェル」（＝清浄規定に適合し食べてよいもの）とされ、反芻せず蹄が分かれていない動物の肉、およびひれと鱗のない魚などは食べることを禁じられているため、豚肉、クラゲ、ナマズ、サメ、アワビ、ハマグリ、ホタテガイ、カニ、エビ、イカなどはそもそも「不浄な生き物」とされ食べることを禁じられている。
イスラム教では『クルアーン』で「不浄」とされる豚を食べることが禁忌とされ、またその他にも食肉を中心にイスラム法で許された食材（ハラール）を食べることが求められる。ヒンドゥー教においては「聖獣」とされる牛の肉を食することが強く忌避されているが、この他にも肉食全般への忌避感は強く、上位カーストを中心に魚やニワトリ、卵さえも口にしない厳格な菜食主義を実践する人びとも多い。ただしヒンドゥー教は完全菜食主義は採っていないため、殺生を伴わない乳製品はむしろ盛んに食されており、ヒンドゥー教徒の食生活にとってなくてはならないものとなっている。
同様に禁忌とされることが多い食品としては酒がある。イスラム教では酒は教義上禁じられている。ヒンドゥー教では酒は禁忌とされてはいないが、社会的には非常に好ましくないものとされている。一方で酒は聖性を帯びることも珍しくなく、神道において神酒を供えるように酒を神への供物とする風習は世界中に広く見られ、またキリスト教においてはパンとワインが聖餐に用いられる。
宗教の戒律以外でも、菜食主義者の他、すべての動物性食品の摂取を拒否するヴィーガンのように、みずからの信条に伴いある食品を拒否する人々は存在する。また、普通に流通している食品であっても、個人によっては摂取した際にアレルギー反応を起こし、体にさまざまな症状を引き起こす場合がある。強い食物アレルギーがある場合、最悪の場合は死に至ることすらある。
さらに、世界のほとんどで食用とされないものを、ある文化の人々が特殊な処理方法によって食品とすることもある。例えばフグには強い毒があるためほとんどの文化では食用としないものの、日本においては有毒部分を取り除いたものが美味として広く流通している。
上記のような極端な例を除いても、各地域において主に用いられる食品の違いはなお大きい。各地域はそれぞれ主に炭水化物を供給する主食を持つが、それにもコムギ、コメ、トウモロコシなどの穀物を主食とする地域から、キャッサバやタロイモなどのイモ類を主食にする地域まで幅がある。乳製品も地域的な差の多い食品であり、遊牧民を中心に広い範囲に乳製品の利用圏が広がっている一方で、東アジアや東南アジアでは伝統的に乳製品を用いてはこなかった。しかしこうした食品の地域差は、とくに1990年代以降の急速なグローバリゼーションの進行によって標準化が進みつつあり、全体として縮小する傾向にある。特色ある食品や料理はその地域文化の核となることも多い。ヨーロッパでは19世紀に民族意識やナショナリズムが興隆した結果、各地でその地域を代表するような名物料理が成立し、民族・地域意識の核のひとつとなってきた。
食品と祭礼や年中行事との関連は深く、特定の行事の際に食される行事食は数多い。例えば日本においては土用の丑に食されるウナギや、冬至に食されるカボチャ、端午の節句の際のちまきなどがこれにあたる。中華圏では中秋節の際に月餅が贈り物とされ、北アメリカでは感謝祭の時にシチメンチョウを食べるのが定番となっているなど、このような行事食は世界中に存在する。

## 産業
食品は、食品を生産する農業や水産業、加工しさまざまな加工食品を生産する食品工業、生産された食品を集荷し流通させる運輸業、卸売、そして食品小売業にさまざまな料理を消費者に提供する外食産業まで、フードシステムと呼ばれる巨大な産業構造を形作っている。1980年代以降、こうしたアグリビジネス企業の巨大化が農業生産・食品加工・食品小売の各部門で進んでいる一方で、世界各国に無数の中小食品企業が存在して生産を続けており、大企業と中小企業が併存する構造となっている。

## 食品行政

### 日本

#### 食品表示
日本では多くの食品が農林物資の規格化及び品質表示の適正化に関する法律（通称JAS法）によって日本農林規格に従った表示が義務付けられている。1999年（平成11年）の改正によって、消費者向け飲食料品への品質表示（産地・原料など）が義務化された。このほか食品衛生法および健康増進法にも食品表示の規定が存在したが、2013年（平成25年）に食品表示法が制定されたことでこれら三法の食品表示規定が一本化された。また、2009年（平成21年）10月の消費者庁発足により、食品安全行政の所管省庁が消費者庁に一元化された。

#### 食品衛生法
食品衛生法（昭和22年法律第233号）は、日本において飲食によって生ずる危害の発生を防止するための法律。所管は厚生労働省・消費者庁。食品と添加物と器具容器の規格・表示・検査などの原則を定める。食品表示に関しては食品衛生法でも基準が定められている。使用した添加物については表示をさせる。また2003年（平成15年）には、食品安全管理の基本法として食品安全基本法が制定された。

### 米国
FDA
米国では「食品及び栄養摂取の目的で口から入るもの」について主に保健福祉省（Department of Health and Human Services、HHS）のアメリカ食品医薬品局（Food and Drug Administration、FDA）が主に所管する。
USDA
アメリカ合衆国農務省（United States Department of Agriculture、USDA）は食品のうち、果物、畜肉、家禽肉、卵製品を所管する。食品に関する有機（オーガニック） 査定表示認証もUSDAの所管である。
EPA
アメリカ合衆国環境保護庁（Environmental Protection Agency、EPA）は食物の残留農薬値の設定など食品の環境による汚染に対する安全審査を所管する。
FTC
連邦取引委員会（Federal Trade Commission、FTC）は食品や栄養補助食品の表示、健康強調標示（ヘルスクレーム）、広告内容などを所管する。
財務省
アメリカ合衆国財務省（Department of Treasury）はアルコール類の規制を行っている。